# Djedina Rijeka
Djedina Rijeka je naselje u Republici Hrvatskoj u Požeško-slavonskoj županiji, u sastavu općine Čaglin.

## Zemljopis
Djedina Rijeka je smještena na Dilj gori,  10 km južno od Čaglina i 12 km istočno od Pleternice.

## Povijest
Stanovništvo je dosta stradalo i dosta ga je nestalo u poraću Drugog svjetskog rata, kad je ubijen i protjeran znatan broj žitelja Djedine Rijeke.

## Stanovništvo
Prema popisu stanovništva iz 2011. godine Djedina Rijeka je imala 129 stanovnika.
| broj stanovnika | 192   | 203   | 183   | 258   | 286   | 313   | 312   | 334   | 318   | 327   | 332   | 272   | 209   | 165   | 165   | 129   | 99    |
|                 | 1857. | 1869. | 1880. | 1890. | 1900. | 1910. | 1921. | 1931. | 1948. | 1953. | 1961. | 1971. | 1981. | 1991. | 2001. | 2011. | 2021. |

## Poznate osobe
- Lojzo Butorac, hrvatski crkveni glazbenik i crkveni pisac i građevinski inženjer